# Alleejev učinek
Alleejev učinek opisuje pozitivno odvisnost sposobnosti obstanka vrste od gostote populacije. Neka vrsta ima tako največjo sposobnost obstanka pri srednji gostoti, medtem ko je pri premajhni gostoti zmanjšana ali pa ta v skrajnem primeru vodi v izumrtje vrste.
Klasični model populacijske dinamike namreč razlaga, da je glavna sila ohranitve vrste pri nizkih gostotah izobilje naravnih virov in s tem manjše tekmovanje med osebki znotraj vrste. V nasprotju s tem zasnova Allejevega učinka sloni na teoriji, da je bila začetna stopnja v razvoju združb oz. socialnih skupnosti združevanje osebkov in s tem medsebojno sodelovanje, kar je povečalo sposobnost obstanka vrste. V tem primeru seveda ne govorimo o sodelovanju oz. kooperaciji kot o zavednem dejanju, pač pa o proto-kooperaciji. Takšen primer so ploski črvi in morske zvezde, ki lahko v zadostnem številu vplivajo na sestavo morske vode v neposredni okolici in se tako bolje zaščitijo pred UV svetlobo in strupenimi snovmi.
Okvirna definicija sicer omenja samo pojem gostota, vendar se učinek nanaša tako na gostoto kot na velikost populacije, tj. število vseh osebkov neke vrste. Alleejev učinek se lahko pokaže tako na majhnih populacijah z veliko gostoto kot na velikih populacijah, ki so razpršene po velikem prostoru.
Sposobnost obstanka zajema dve glavni podenoti, in sicer preživetje ter razmnoževanje. To pomeni, da mora določen osebek preživeti dovolj dolgo, da postane spolno zrel ter se nato uspešno spolno združiti z osebkom nasprotnega spola, da lahko prispeva k ohranitvi vrste. Obe podenoti imata številne manjše podenote: pri rastlinah zajema razmnoževanje število cvetov, stopnjo opraševanja, število semen itd.

## Mehanizmi Alleejevih učinkov

### Razmnoževalni mehanizmi

#### Pritrjeni organizmi
Razmnoževalni mehanizmi so najbolje raziskani in najbolj znani. Pritrjeni oz. nemobilni organizmi, kot so rastline ter pri živalih npr. koralnjaki, morske vetrnice, ostrige in spužve, ne morejo vzpostaviti neposrednega stika s pripadnikom iste vrste. Tako na razširjanje spolnih celic oz. gamet v določenem mediju, ki sta torej voda in zrak, vplivajo predvsem zakoni difuzije. Do združitve celic pride težje v primeru razpršenosti osebkov, tj. nizke gostote organizmov, s tem pa se zmanjša sposobnost preživetja vrste.

#### Iskanje partnerja in oplojevanje
V populaciji z nizko gostoto organizmi težje najdejo pripadnika nasprotnega spola. Povečano gibanje organizmov lahko izboljša razmnoževanje vrste, lahko pa nanjo tudi negativno vpliva. Gibanje znotraj pokrajinskega obsega populacije z nizko gostoto izboljša razmnoževanje (kot je to npr. pri Roeselovi bilčnici, gibanje izven tega obsega pa jo poslabša: pikasti pisančki emigrirajo iz takih populacij v iskanju samic, vendar je končen učinek ta, da so samice oplojene v nižji meri.
Soroden problem pri nekaterih vrstah je uspešnost oploditve samice, tj. oplojenost vseh jajčec. Samica mora tako najti zadostno število samcev ali pa velikega samca z zadostno količino spolnih celic. Tovrsten mehanizem je izrazito prisoten pri komercialnem lovu na nekatere vrste rakov, kot so sinja plavajoča rakovica, karibski rarog in novozelandski rarog), saj se je zaradi tega zmanjšalo število velikih samcev, s tem pa je izbira samic in s tem razmnoževalna sposobnost zmanjšana. Po drugi strani je te učinke težko interpretirati, saj nekatere vrste izkazujejo visoko stopnjo kanibalizma ali pa bivajo kot plankton razmeroma veliko časa.
Pri nekaterih živalih ni problema v samem pomanjkanju partnerjev, pač pa je težava v pomanjkanju primernih partnerjev, ki jih bi samica lahko izbrala npr. na podlagi svatbenega plesa oz. dvorjenja. V ozadju so lahko bistveni tudi drugi mehanizmi: v primeru malih mokarjev je to zbiranje oz. agregacija spolno zrelih osebkov, ki šele ob zadostni gostoti osebkov preidejo v reproduktivno stanje.

### Preživetveni mehanizmi

#### Vpliv na okolje
Veliko število vrst lahko v večjih združbah vpliva na neposredno okolico, predvsem z ohranjanjem toplote, z odstranjevanjem strupov ali z izločanjem določenih snovi. Tako je bistvo tovrstnega mehanizma ta, da združba osebkov biva v boljših pogojih, če vsak posamezni osebek pripomore k določeni spremembi okolja. Virginijske prepelice se zaradi nizkih temperatur med zimo stisnejo skupaj in tako ohranijo toploto preko znižanja izpostavljene površine in s tem manjšega toplotnega toka. Nekatere žuželke, kot je žitni kutar, se morajo združiti v večje skupine, da lahko izločajo zadostno količino kemikalij, ki delno prebavijo rastlinsko hrano. Na območjih z ostrejšimi pogoji bivanja, kot so npr. polpuščave, kraji z visoko nadmorsko višino in rečne struge z velikimi pretoki, se organizmi združujejo v skupke v obliki otočkov, črt ali vijug, saj si sosednji organizmi pomagajo pri rasti in preživetju. Primer tega so recimo rastline v polpuščavah, ki s svojimi listi tvorijo senco na tleh in zmanjšajo izhlapevanje vode ter s koreninami rahljajo zemljo in izboljšajo prepustnost vode. Po drugi strani sicer potekajo tudi tekmovalni odnosi v zbiranju vode, tako da rastline na obrobju teh skupkov težje preživijo.

#### Odziv plenilcev in plena
Plenilci (predatorji) svoje vedenje prilagajajo velikosti in gostoti plenjenih organizmov: posamezni plenilci iščejo večjo oz. gostejšo populacijo (agregacijski odziv), poleg tega pojejo več, če je plena v izobilju (funkcionalen odziv). Prav tako se poveča populacija plenilcev (numeričen odziv), vendar to poteka počasneje od vedenjskih odzivov. Zmanjšanje populacije plenjenih organizmov povzroči upad števila plenilcev in zmanjšanje intenzitete prehranjevanja, vendar poteka to počasneje kot pa upad populacije plenjenih organizmov, zato je posamezen plen izpostavljen večji verjetnosti napada plenilca, kar pojmujemo kot dilucijski učinek. V naravi se dinamika sicer ohranja preko združevanja plenjenih organizmov in drugih vedenjskih vzorcev, nekateri plenilci pa se aktivno izogibajo populacijam z nizko gostoto.
To ne velja za človeka, ki lahko nenadzorovano posega v lovljeno populacijo oz. ji posredno škodi z uničevanjem okolja. Eden od najbolj znanih primerov je golob selec, ki je izumrl leta 1914. V skladu z Alleejevim učinkom se velikost jate oz. gnezditvene kolonije ne sme zmanjšati pod kritično mejo, ki še zagotavlja obnavljanje populacije; ko se populacija zmanjša pod to mejo, vrsta kmalu zdrsne v izumrtje, razen če ni zunanje pomoči ali pa ne obstajajo populacije izvornih organizmov s presežkom osebkov. Za izumrtje goloba selca naj bi bilo bistveno dvoje: krčenje življenjskega prostora in komercialni lov. Za prehrano so bili bistveni plodovi hrastov, predvsem rdečega hrasta, ameriške bukve in ameriškega kostanja, ki so bili v preteklosti dokaz razpršeni, vendar so velike jate, ki nakazujejo višjo socialno stopnjo, zagotavljale uspešno iskanje hrane. Obsežno izkoriščanje gozdnih plodov in uničevanje večjih površin gozdov za kmetijske namene je močno zmanjšalo vire hrane in s tem tudi rodnost, končen izid pa je zapečatil nenadzorovan lov, zaradi česar so se velikosti prehranjevalnih jat zmanjšale do te mere, da niso bile učinkovite pri iskanju hrane. Že samo leta 1871 so lovci v zvezni državi Wisconsin pobili več kot milijon golobov selcev. Konec 19. stoletja je bil golob selec s 3-5 milijardami osebkov najštevilčnejša vrsta ptice v Severni Ameriki, izumrtje tako številne populacije pa je vplivalo na celoten ekosistem, kar je znano kot Painov učinek. Med drugim je širjenje rdečega hrasta in s tem večje izobilje hrane pripomoglo k večanju populacij malih sesalcev in jelenjadi, kar je povečalo prevalenco Lymske borelioze, saj so naštete živali rezervoarji bakterijskega povzročitelja.
Obrambno vedenje plenjenih organizmov, ki se dobro kaže pri veliki gostoti osebkov, je zelo raznoliko, med to pa sodijo npr. gnezditvene kolonije nekaterih ptic, čredno obnašanje v smislu skupinskih premikov celotne skupine oz. jate, ki zmedejo plenilce, kar je dobro opazno pri nekaterih ribah, sočasno cvetenje dreves v določenem času, menjavanje »straže« in opozarjanje na nevarnost pri surikatah ter interakcije med vrstami v prehranjevalni verigi na osnovi razvojnih faz. Pri slednjem primeru je npr. neka vrsta A plenilec v odnosu do vrste B (če so osebki zelo mladi), tekmec (če so osebki starejši) ali plen (če so osebki odrasli); odrasli osebki vrste B lahko omejijo populacijo vrste A in s tem ščitijo mlade osebke.
Do združevanja prihaja tudi pri plenilcih, kar je dobro vidno pri socialnih plenilcih, kot so volkovi, hijene, kojoti, afriški divji psi, levi, šakali itd. Skupni lov je bistven tako zaradi obvladanja nevarnejših in večjih vrst plenjenih organizmov kot tudi zastraženja ulova pred mrhovinarji in kleptoparaziti.

### Genetski mehanizmi
Zmanjšanje velikosti populacije lahko povzroči izgubo genetske raznolikosti. Sorodni osebki se zaradi pomanjkanja partnerjev začnejo pariti med sabo, zaradi česar se zmanjša frekvenca nekaterih različic genov oz. alelov, kar imenujemo genetski zdrs. To lahko povzroči kopičenje škodljivih mutacij, kar zmanjša sposobnost preživetja vrste. Eden od znanih tovrstnih primerov je floridski panter, katerega populacija se je do zgodnjih 90-ih let 20. stoletja drastično zmanjšala do vsega okoli 25 osebkov. Zmanjšanje populacije je bilo povezano z zmanjšano količino semenčic v semenski tekočini, nenormalnimi vrednostmi testosterona in razvojnimi nepravilnostmi. Zaradi ogroženosti vrste so sparili samce floridskih panterjev s pumami iz Teksasa, kar je v razmeroma kratkem času zmanjšalo pojavnost oz. prevalenco dednih napak.

## Evolucijski vidik
Glede na vzrok za majhno populacijo lahko razdelimo vrste na tiste, ki so izvorno redke, in tiste, ki so antropogeno redke, se pravi zaradi človeškega vpliva. Naravni izbor deluje namreč tako, da se organizmi prilagodijo in dobro delujejo v bivalnem okolju, katerega del je tudi gostota oz. velikost populacije. Primer take vrste je riba vrste Cyprinodon diabolis, katere populacija se giblje med 150-500 osebkov. Antropogeno redke vrste, kot so nosorogi, po drugi strani niso prilagojene na majhne populacije, saj je do upada populacije prišlo razmeroma hitro.
Teoretično naj bi bil Allejev učinek pri vrstah z majhno populacijo odgovoren za razvoj različnih prilagoditev, od sposobnosti zaznave potencialnih partnerjev, kot so feromoni in specifično oglašanje, preko preferiranja določenih življenjskih prostorov oz. habitatov do sprememb oblike spolnih celic. Med to lahko štejemo tudi partenogenezo (razvoj živih bitij iz neoplojenih spolnih celic), hermafroditizem in zmanjšanje pogostosti parjenja. Razvoj tovrstnih lastnosti je po tem načelu omogočil izognitev Allejevemu učinku in  obstanek vrste, podobno kot pri protiplenilski prilagoditvi.

## Ekološki vidik
Populacije, ki so izvorno velike, najverjetneje nikoli niso bile izpostavljene Allejevemu učinku, zato je naravni izbor težil proti lastnostim, ki so značilne za večje populacije. Tako ni presenetljivo, da morajo biti varovalni ukrepi usmerjeni proti antropogeno redkim vrstam. Osnovna ideja varovanja je vzdrževanje populacije nad pragom izumrtja, kar pa je lahko težavno, saj je ta prag težko oceniti in je odvisen od mnogih dejavnikov, med drugim od kvalitete življenjskega prostora ter mortalitete zaradi plenilcev ali komercialnega izkoriščanja. Dodaten problem je medsebojno dopolnjevanje (sinergizem) posameznih Alleejevih učinkov, kar prag izumrtja pomakne še višje.
Ponovno naseljena populacija mora tako že v začetnih fazah biti večja, da ima kakršnokoli možnost obstanka in obnavljanja. Pri populacijah, za katere sumimo, da bi Alleejev učinek lahko bil močan, je treba varovalne ukrepe izvajati dosti prej in ne šele takrat, ko se populacija zmanjša do te mere, da je obnovitvena sposobnost močno okrnjena. To še posebej velja za vrste, od katerih je gospodarska korist lahko velika in pri katerih je načine izkoriščanja treba skrbno pretehtati.

## Alleejev učinek v ostalih vedah
Alleejev učinek je možno prenesti v družbene vede. Dober primer za to je Sardinija, ki se je v srednjem veku soočala z upadom prebivalstva. Zgodovinski zapisi kažejo, da so celotne vasi postale zapuščene po tem, ko se je prebivalstvo znižalo do kritične meje, ko ni bilo na voljo dovolj ljudi, ki bi obdelovali polja. Preostali prebivalci so se tako morali soočiti z dvema možnostma, tj. z izselitvijo ali neizogibno lakoto. V današnjem času se podobno dogaja v Zahodni Evropi: ko se prebivalstvo na vaseh oz. na podeželju zmanjša pod kritično mejo, socialna infrastruktura, v katero spadajo npr. šole, pošte in trgovine, postane stroškovno neučinkovita, zaradi česar se območne enote zaprejo, kar dodatno vzpodbudi izseljevanje ljudi v mesta.